# Hochtor (Ennstaler Alpen)

Das Hochtor im Nationalpark Gesäuse

Das Hochtor ist mit 2369 m ü. A. der höchste Berg in den Ennstaler Alpen in der Steiermark, Österreich. Mit seiner 900 m hohen Nordwestwand bricht das Hochtor ins Haindlkar ab, insgesamt ragt es fast 1800 m aus dem Ennstal auf.

## Routen
Die leichtesten Anstiege sind:
- von Süden über das Schneeloch (Schwindelfreiheit und Trittsicherheit nötig), II
- von der Hesshütte über den Josefinensteig, I+

Ein Aufstieg von der Haindlkarhütte über den Peternpfad (II) und weiter über den Rosskuppengrat (II+) ist auch möglich, landschaftlich besonders beeindruckend.

## Bilder

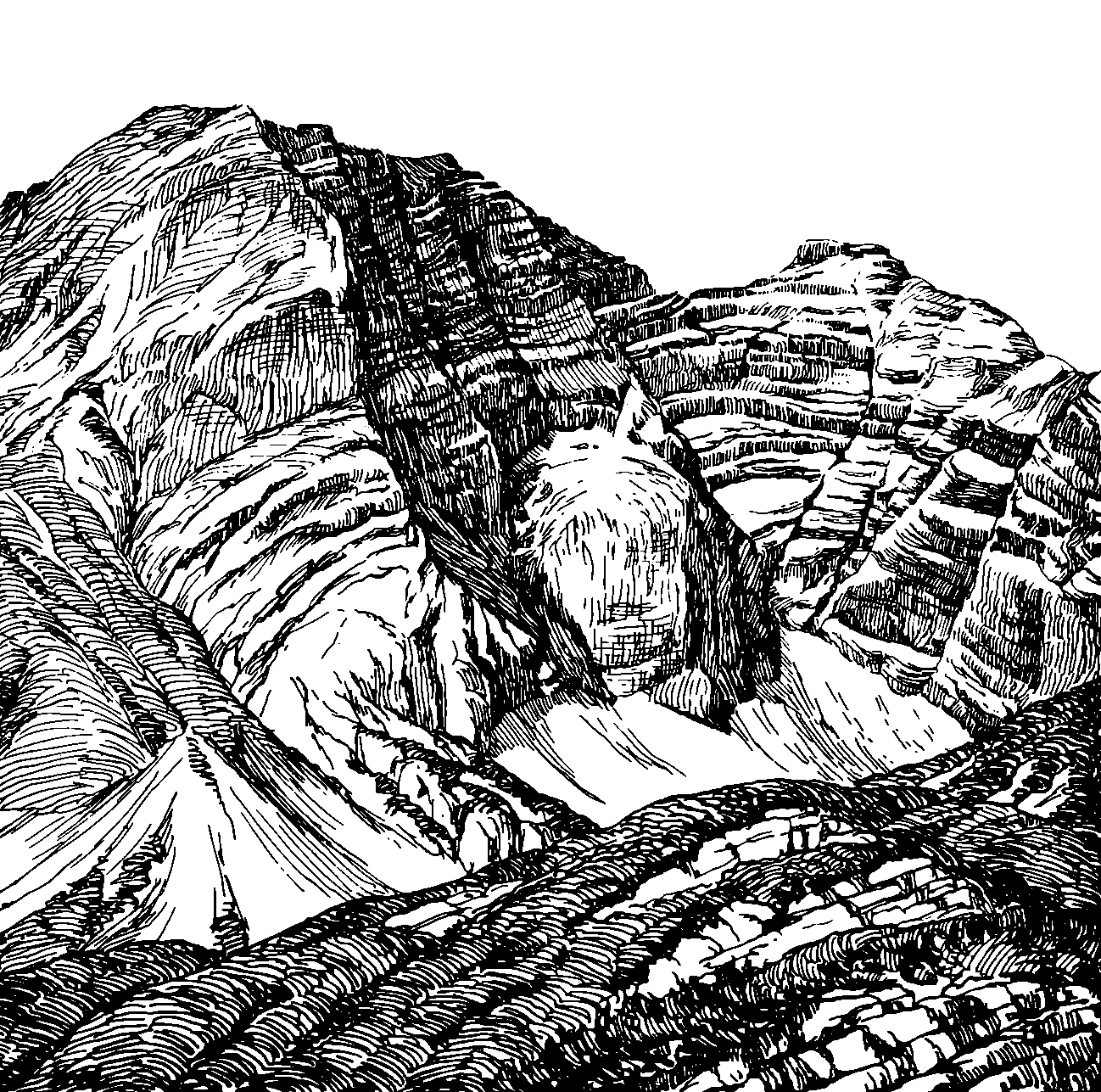
Federzeichnung von Wilhelm Hammer (1935)
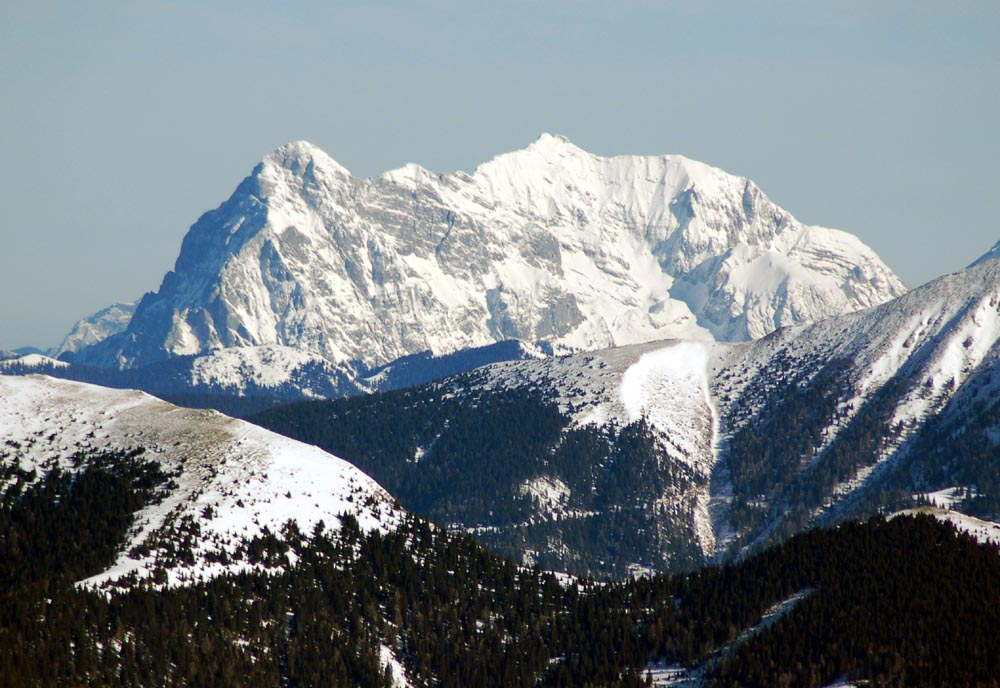
Hochtorgruppe, Gr. Ödstein links, Hochtor rechts, vom Hohen Zinken (aus SW)
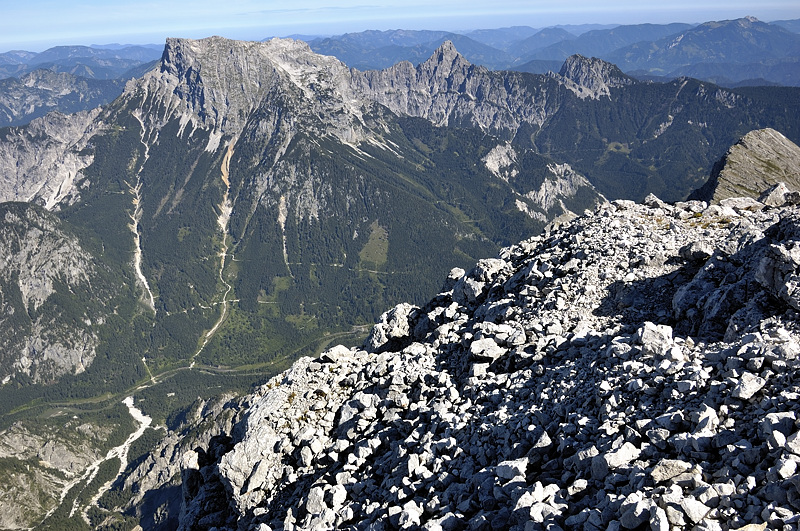
Gr. und Kl. Buchstein vom Hochtor
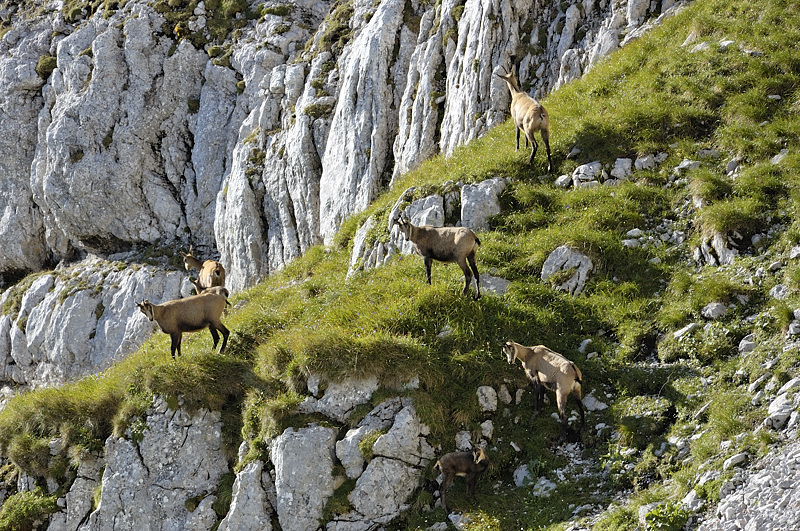
Gämsen am Hochtor
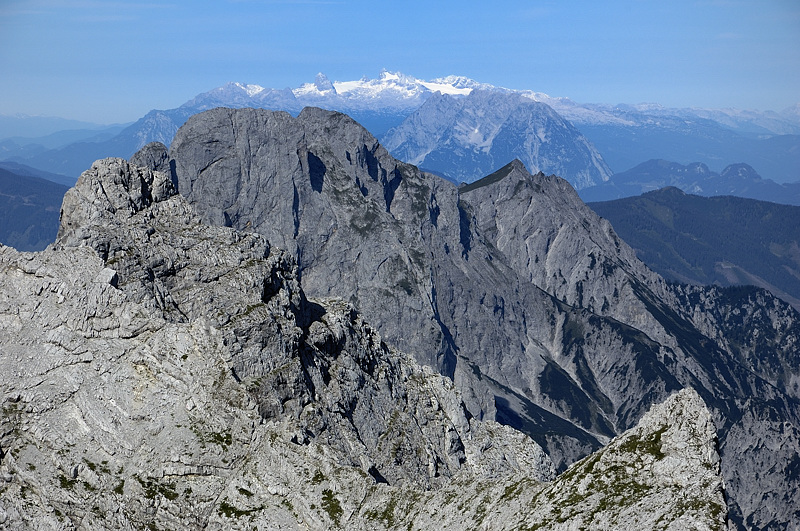
Dachstein vom Hochtor